# Orde van het Zwaard

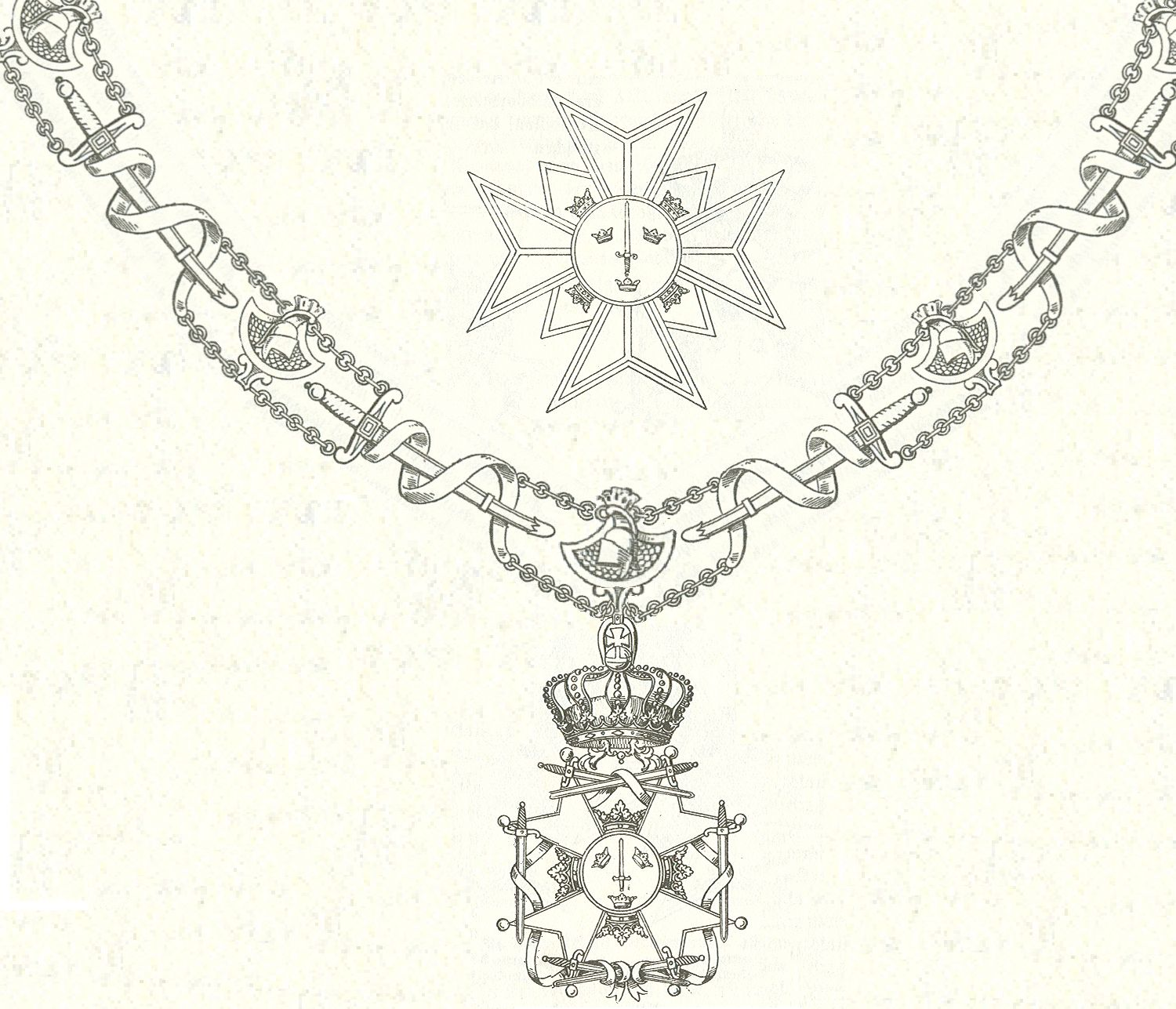
Keten en ster

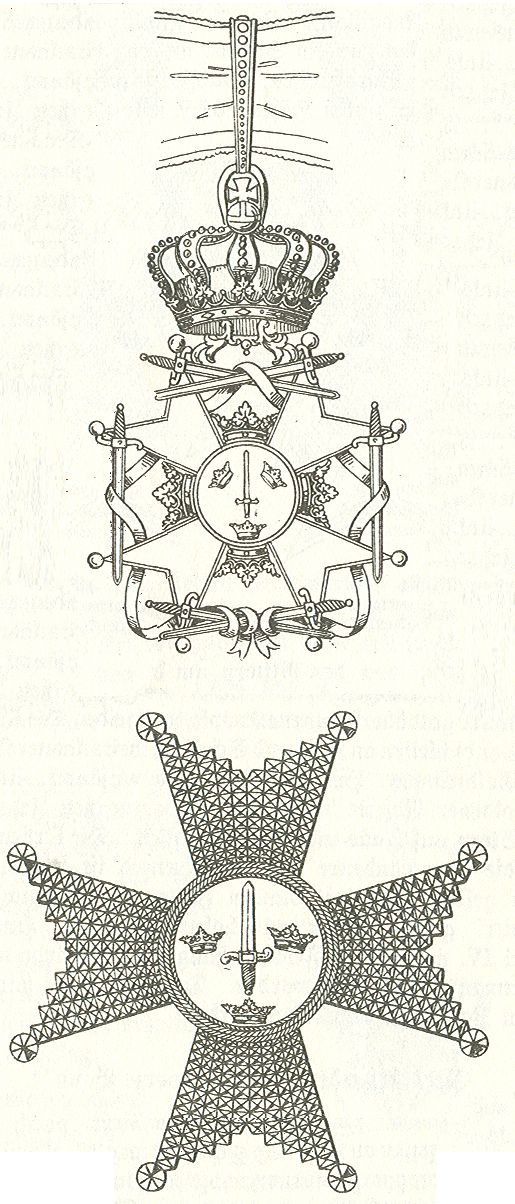
Commandeur Ie Klasse Orde van het Zwaard

De Orde van het Zwaard (Zweeds: "Kungliga Svardsorden") werd in 1522 door koning Gustaaf I van Zweden ingesteld en door koning Frederik I van Zweden in 1748 hervormd. Deze ridderorde beloonde heldenmoed en langdurige trouwe dienst als militair.
In 1975 werd besloten de orde niet meer te verlenen, maar de orde is nooit opgeheven. Wanneer koning Karel XVI Gustaaf van Zweden zijn onderscheidingen draagt, dan heeft hij steeds het lint van de Orde van het Zwaard om de hals. De koning en zijn zoon zijn net als alle Zweedse prinsen geboren commandeurs in deze orde.

## Geschiedenis van de orde
De orde wordt in verband gebracht met de uit de eerste helft van de dertiende eeuw stammende Lijflandse Orde van de Zwaardridders. Deze ridderlijke orde, een militaire orde die in het Oostzeegebied tegen de laatste heidenen streed is opgegaan in de Duitse Orde.
De orde heeft steeds een militair karakter gedragen en zij had in het verleden zoals gebruikelijk een enkele graad; die van Ridder. Later waren er commandeurs met grootkruis, commandeurs en ridders. In 1814 werd de laagste ridderlijke graad door Karel XIII van Zweden in twee klassen verdeeld. Op 25 november 1889 werd de orde nogmaals hervormd en kreeg zij de onderstaande structuur. De orde werd ook "met briljanten" toegekend. Zweden heeft tot in de vroege 19e eeuw veelvuldig oorlog gevoerd tegen haar buurlanden en Rusland. Er werden dan ook eeuwenlang veel ridders in deze orde benoemd. Ook buitenlandse militairen werden vaak onderscheiden; zo was de Nederlandse generaal Winkelman commandeur in de Orde van het Zwaard. Hij deelde deze eer met verscheiden Nederlandse officieren van Land-, lucht- en Zeemacht.
In 1975 besloot de Zweedse regering om Zweedse staatsburgers niet meer met ridderorden te onderscheiden. Deze beslissing werd in 2023 herroepen waarna ook Zweedse staatburgers weer door de koning konden worden onderscheiden.

## De graden van de Orde van het Zwaard sinds de 19e eeuw

### Commandeuren-grootkruis (Zweeds: "Kommendör med stora korset")
De 24 commandeuren-grootkruis dragen het kleinood van de orde aan een keten of aan een grootlint over de rechterschouder.Op hun linkerborst dragen zij een zilveren ster met ingevulde hoeken. Buitenlandse Commandeuren Grootkruis kregen de keten soms als een speciale onderscheiding, maar moesten daar in het algemeen zonder doen.
Niet meegeteld in het getal van 24 waren de Zweedse koninklijke prinsen, de ridders van de Serafijnenorde die ambtshalve ook in de Orde van het Zwaard werden opgenomen, en vreemdelingen.

### Commandeuren der Eerste Klasse (Zweeds: Kommendör av första klass")
De 24 commandeurs dragen het kleinood van de orde aan een lint om de hals. Op hun linkerborst dragen zij een zilveren ster met leeg gelaten hoeken.

### Ridders-grootkruisen der Eerste Klasse
Deze in 1788 ingestelde onderscheiding wordt alleen in oorlogstijd toegekend. Zij dragen een kleinood ter grootte van dat van het Grootkruis aan een lint om de hals en een rechtopstaand geborduurd zilveren zwaard op hun linkerborst.

### Ridders-Grootkruisen der Tweede Klasse
Deze in 1788 ingestelde onderscheiding wordt alleen in oorlogstijd toegekend.Zij dragen een kleinood ter grootte van dat van het Grootkruis aan een lint om de hals en twee gekruiste geborduurde zilveren zwaarden op hun linkerborst.

### Commandeuren (Zweeds: "Kommendör")
Zij dragen een kleinood aan een lint om de hals. 

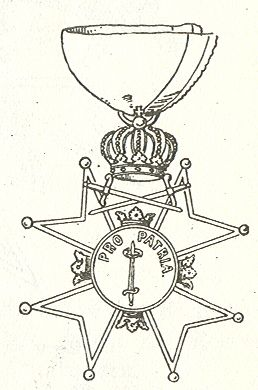
Ridderkruis

### Ridders der Eerste Klasse (Zweeds: "Riddare av första klass")
Zij dragen een klein gouden kleinood zonder gekruiste zwaarden op de punten van de twee horizontale armen en de onderste arm van het kruis aan een smal lint op de linkerborst.

### Ridders der Tweede Klasse (Zweeds: "Riddare av andra klass")
Zij dragen een klein zilveren kleinood zonder gekruiste zwaarden op de punten van de twee horizontale armen en de onderste arm van het kruis aan een smal lint op de linkerborst.

### Oorlogskruisen in Goud, Zilver en Brons
Deze in 1952 ingestelde onderscheidingen worden alleen in oorlogstijd toegekend.
De drie kruisen zijn gelijk aan de ridderkruisen maar hebben geen kroontjes in de hoeken van de armen of gekruiste zwaarden onder de kroon. In plaats daarvan is onder het afwijkende medaillon met de drie Zweedse kronen een rechtopstaand zwaard in het metaal van de verleende graad gelegd. Het lint is dat van de Orde van het Zwaard en men draagt de kruisen aan dat lint op de linkerborst.

### Het Kruis van de Orde van het Zwaard (Zweeds: "Svärdstecken")
Het kruis werd in 1850 ingesteld en het wordt net als het ridderkruis gedragen. Het wijkt daarvan alleen af omdat het, op het medaillon na, geheel van zilver is. Het werd aan onderofficieren verleend na 16 jaar trouwe dienst. Zoals het naburige Denemarken de "Dannebrogsman" kende, noemden de dragers dezes zich "svärdsman".

## De aan de orde verbonden medaille

### De Medaille van de Orde van het Zwaard
De medaille is een ronde zilveren schijf met daarboven een kleine zilveren koningskroon en een afbeelding van het medaillon met op de brede ring daaromheen de inscriptie " KONUNG OCH FÄDERNESLAND". De medaille wordt aan het lint van de Orde van het Zwaard gedragen.

## De versierselen van de orde
- Het kleinood van de hogere graden is een gouden kruis dat zo is gekanteld dat het op een andreaskruis lijkt. Op de punten zijn gekruiste gouden zwaarden met donkerblauwe zwaardscheden gelegd.Rond zwaarden en armen kronkelt een gouden band. Het medaillon is donkerblauw en draagt de drie heraldische Zweedse kronen en daartussen een zwaard. Op de keerzijde staat het motto "PRO PATRIA" boven een zwaard dat omkranst is.

In de oksels van het kruis zijn gouden kronen bevestigd en als verhoging is een gouden koningskroon aangebracht.
- Het kleinood van de beide riddergraden is een gouden of zilveren kruis dat zo is gekanteld dat het op een andreaskruis lijkt. Het medaillon is donkerblauw en draagt de drie heraldische Zweedse kronen en daartussen een zwaard. Op de keerzijde staat het motto "PRO PATRIA".

In de oksels van het kruis zijn gouden of zilveren kronen bevestigd. Onder de als verhoging aangebrachte koningskroon zijn gekruiste gouden of zilveren zwaarden met een donkerblauwe zwaardschede geplaatst.
- De sterren zijn van zilver en hebben de vorm van een achtpuntig Maltezer kruis

met fijn geciseleerde armen. Er zijn ook kruisen van de Commandeuren der Eerste Klasse bekend waarvan de armen in facetvorm zijn geslepen. Bij de Commandeuren-Grootkruis is de ruimte tussen de armen opgevuld met zilveren plaatjes waarop gouden kroontjes rusten. Het medaillon is lichtblauw geëmailleerd en draagt drie gouden kronen en een opstaand gouden zwaard.
- De keten bestaat uit elf gouden schilden waarop gouden helmen met een blauw vizier zijn afgebeeld  afgewisseld met elf (volgens andere bronnen negen) gouden zwaarden in donkerblauwe zwaardscheden. Tussen de 20 of 22 schakels hangen korte gouden kettingen.

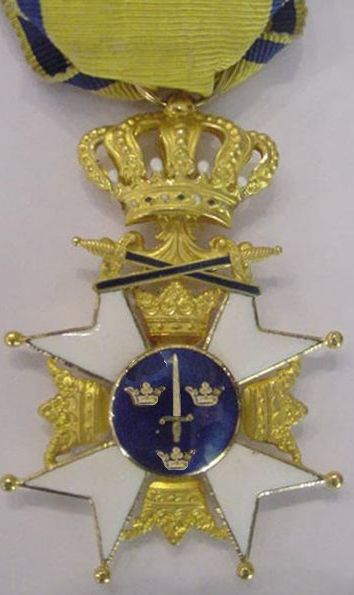
ridderkruis

- Het lint is goudgeel met een smalle blauwe zijstreep vlak langs de randen.

## Bekende dragers van de Orde van het Zwaard
- Georg Carl von Döbeln (1758-1820)
- Hermann Göring (1893-1946)
- Koning Karel Gustaaf (* 1946)
- Georg Henrik Jägerhorn (1747-1826), grootkruis
- Baron Carl Gustaf Emil Mannerheim (1867-1951), maarschalk, later Fins president
- Carl Adolf Silow (1846-1932)
- Willem Jan Kruys (1906-1985), vice-admiraal
- Frans Visée (1921-2007), Commandant der Zeemacht Nederlandse Antillen
- Rudolf Walden (1878-1946), generaal, Fins Minister van Oorlog
- Carl Henrik Wrede (1897-1962), generaal-adjudant
- Fabian Casimir Wrede (1724-1795), generaal